# Бартрамія (мох)
Бартрамія (Bartramia) — рід мохів родини Бартрамієві. Рід був вперше офіційно описаний Йоганном Гедвігом у 1801 році. Є близько 72 видів, які зазвичай ростуть на ґрунті, іноді на скелях, у багатьох місцях проживання в багатьох частинах світу, хоча тропічні види зустрічаються лише на великих висотах. Дев'ять видів зустрічаються в Австралії, але лише три з них є ендеміками цього континенту.

## Опис
Мохи з роду Bartramia утворюють «пучки» або «подушки» з рослин висотою 2–12 см. Рослини яскраво-зелені, жовтувато-зелені або блакитнувато-зелені. Стебла розгалужені, але не мутовчасті, із зовнішнім шаром, утвореним дрібними клітинами, і помітною центральною ниткою. Листки лінійні, лінійні та звужені до тонкої вершини або зубчасті. Коробочки прямі або майже прямі, від сферичних до довгастих, завдовжки 1–2 мм. Перистома часто відсутня чи зменшена, іноді поодинока, а спори майже сферичні, ниркоподібні або бородавчасті.

## Види
Деякі види:
- Bartramia alaris(інші мови)  Dixon & Sainsbury
- Bartramia breutelii(інші мови)  Müll.Hal.
- Bartramia brevifolia(інші мови)  Brid.
- Bartramia halleriana  Hedwig
- Bartramia hampeana(інші мови)  Müll.Hal.
- Bartramia ithyphylla Brid.
- Bartramia mossmaniana(інші мови)  Müll.Hal.
- Bartramia nothostricta(інші мови)  Catches.(інші мови)
- Bartramia pomiformis  Hedwig
- Bartramia potosica(інші мови)  Mont.(інші мови)
- Bartramia pseudostricta(інші мови)  Catches.
- Bartramia robusta(інші мови)  Hook.f. & Wilson(інші мови)
- Bartramia strictifolia(інші мови)  Taylor(інші мови)
- Bartramia subsymmetrica(інші мови)  Cardot(інші мови)
- Bartramia subulata(інші мови)  Bruch and A.Schimp.